# Leonardo da Vinci (S 520)
Il Leonardo da Vinci (S 520) è un sottomarino della Marina Militare appartenente alla 2ª serie della Classe Sauro.
Dopo un fallito tentativo di renderlo un museo il sottomarino sarà demolito in Turchia ad Aliaga

## Storia
Costruito nei cantieri di Monfalcone è stato consegnato alla Marina Militare il 23 ottobre 1981. Ha partecipato a importanti esercitazioni nazionali ed internazionali e nel 1989, in occasione dell'esercitazione internazionale Tapon, è stato il primo sottomarino di costruzione italiana dal dopoguerra ad attraversare, in immersione, sotto contrasto aereo e navale, lo stretto di Gibilterra per operare in Atlantico agli ordini del capitano di corvetta Luigi de Benedictis, quasi mezzo secolo dopo il glorioso antenato della Regia Marina, unità che al comando del c.c. Gianfranco Gazzana-Priaroggia ebbe il primato del maggior tonnellaggio di naviglio nemico affondato durante la seconda guerra mondiale.
Nel dopoguerra un altro sommergibile era stato intitolato a Leonardo da Vinci. Si trattava dello USS Dace che, costruito e varato nel 1942 nei cantieri statunitensi della Electric Boat Company di Groton, dopo essere stato radicalmente rimodernato, venne consegnato alla Marina italiana il 31 gennaio 1955 rimanendo in servizio fino al 1º maggio 1973.
Prima del sommergibile ex USA del dopoguerra e del sommergibile della seconda guerra mondiale, il nome Leonardo da Vinci era stato dato ad una nave da battaglia della classe Cavour affondata a Taranto durante il primo conflitto mondiale
Il sommergibile è attualmente ormeggiato alla Banchina Sauro Calata San Vito, molo n°2, lato Nord nell’Arsenale di La Spezia. Entrato in riserva (RTD) il 31 dicembre 2007 e in disarmo il 30 giugno 2010. Nel 2024 viene avviato alla demolizione nei cantieri turchi di Aliağa

## Galleria d'immagini

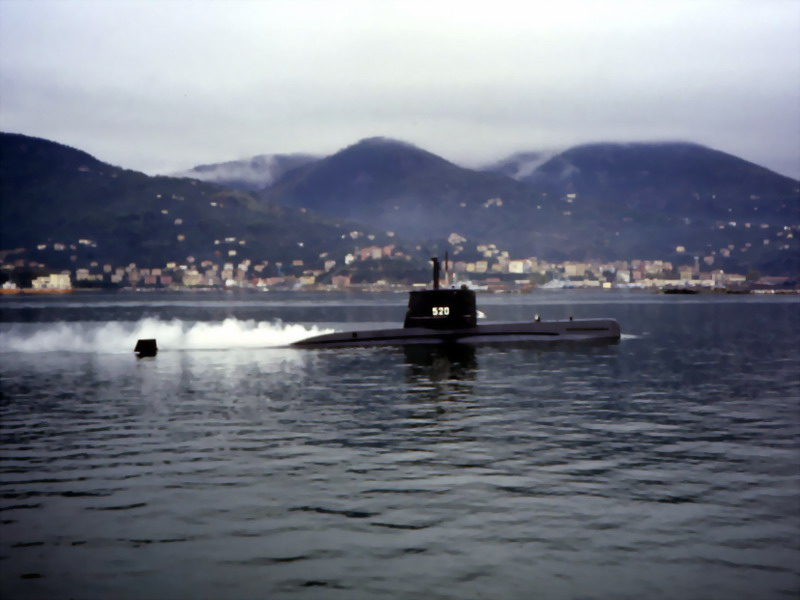
Il Leonardo da Vinci (S520) al rientro in Arsenale a La Spezia, nel 1985
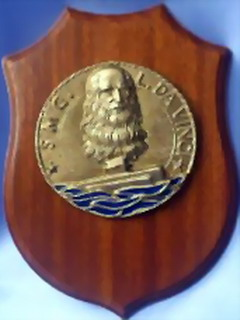
Il crest dell'unità

I precedenti Leonardo da Vinci

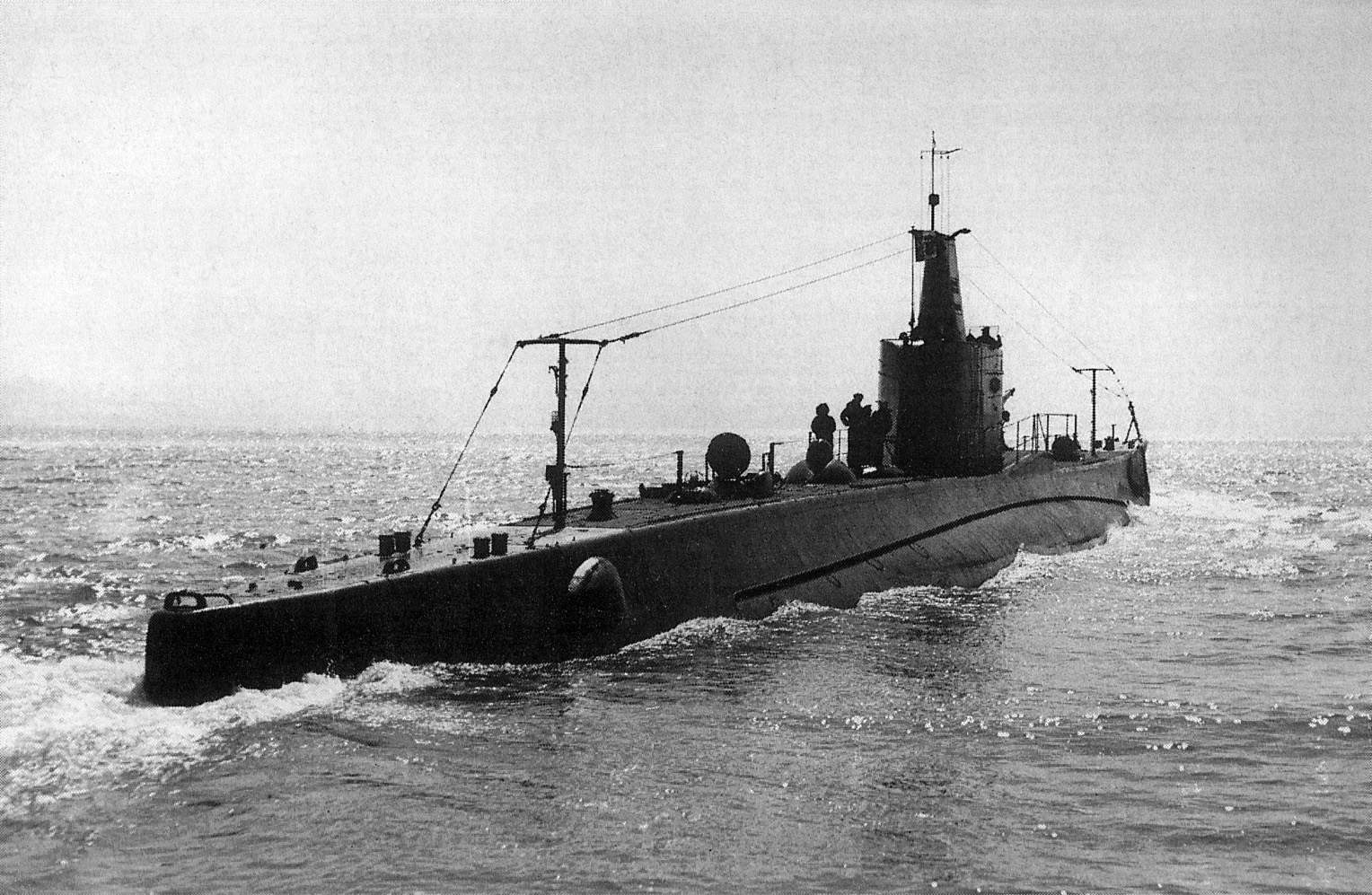
Il precedente Leonardo da Vinci in servizio nella Regia Marina
Il precedente Leonardo da Vinci ex USA in servizio nella Marina Militare